# Acanthocreagris grottoloi
Espèce
Acanthocreagris grottoloi est une espèce de pseudoscorpions de la famille des Neobisiidae.

## Distribution
Cette espèce est endémique de Lombardie en Italie. Elle se rencontre vers Vobarno, Concesio, Casto, Magasa et Serle.

## Description
Les mâles mesurent de 2,7 à 3,0 mm et les femelles de 3,2 à 3,3 mm.

## Étymologie
Cette espèce est nommée en l'honneur de Mario Grottolo.

## Publication originale
- Gardini, 2018 : New species and records of the pseudoscorpion genus Acanthocreagris from Italy (Pseudoscorpiones: Neobisiidae). Fragmenta Entomologica, vol. 50, no 1, p. 19-29.